# Cerodontha ruficornis
Cerodontha ruficornis este o specie de muște din genul Cerodontha, familia Agromyzidae, descrisă de Zlobin în anul 1986.
Este endemică în Uzbekistan. Conform Catalogue of Life specia Cerodontha ruficornis nu are subspecii cunoscute.